# پایگاه دریایی بوشهر

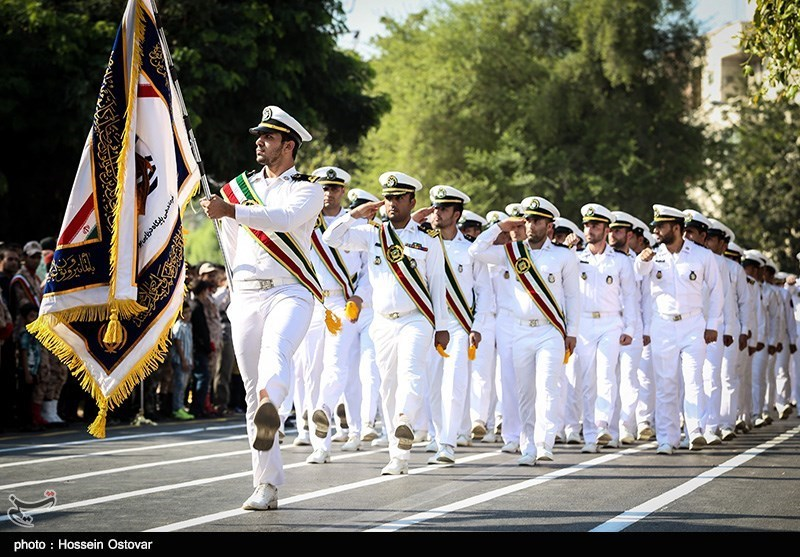
رژه نیروهای پایگاه دریایی بوشهر به‌مناسبت سالگرد جنگ ایران و عراق در سال ۱۳۹۶، بوشهر

پایگاه دریایی بوشهر از پایگاه‌های نیروی دریایی ارتش ایران است، که تحت امر منطقه دوم دریایی نداجا فعالیت می‌کند. هم‌اکنون دريادار دوم تکاور مرتضی درخوران فرماندهی پایگاه دریایی بوشهر را برعهده دارد.
پایگاه دریایی بوشهر در اوایل دهه ۱۳۵۰ توسط نیروی دریایی شاهنشاهی تأسیس شد. پایگاه دریایی بوشهر در خلال جنگ ایران و عراق از یگان‌های پشتیبانی ارتش محسوب می‌شد و در طول جنگ ۲۶۶ نفر از نیروهای آن کشته شدند.
این پایگاه در گذشته دومین منطقه بزرگ نیروی دریایی بود، که از نظر زیرساخت‌ها و تجهیزات از مهمترین مناطق نیروی دریایی ارتش به حساب می‌آمد. با ایجاد منطقه دوم دریایی ولایت در بندر جاسک، عمده نیروهای عملیاتی این منطقه به بندر جاسک اعزام شدند و منطقه دریایی بوشهر، از عنوان منطقه به پایگاه تنزل یافت. پایگاه دریایی بوشهر همچنان با در اختیار داشتن زیرساخت‌های لازم، محلی جهت پشتیبانی از یگان‌های عملیاتی منطقه دوم نداجا می‌باشد و علاوه بر آن جهت اجرای آموزش‌های تکمیلی افسران نیز مورد استفاده قرار می‌گیرد.